# Скарятинский переулок
Скаря́тинский переу́лок (в 1960—1993 годах — у́лица Ната́ши Качу́евской) — улица в центре Москвы на Пресне между Поварской и Малой Никитской улицами.

## Происхождение названия
Назван в начале XIX века по фамилии местного домовладельца поручика В. М. Скарятина. Первоначально (в середине XVIII века) назывался Безымянный, в конце XVIII века — Сабуров переулок по фамилии домовладельца полковника Николая Ивановича Сабурова. В 1960—1993 годах — улица Наташи Качуевской в память о Наталье Александровне Качуевской (1922—1942) — медсестре, до ухода на фронт жившей на этой улице; героически погибла под Сталинградом, спасая раненых. Название было утрачено при возвращении исторических наименований в центре столицы и восстановлено в районе Косино-Ухтомский (ВАО) к 60-летию Победы в Великой Отечественной войне (улица Наташи Качуевской (Москва)).

## Описание
Скарятинский переулок начинается от Поварской улицы напротив Трубниковского переулка, проходит на северо-восток, пересекает Большую Никитскую улицу, за которой идёт на север до Малой Никитской.

## Примечательные здания и сооружения
По чётной стороне:
- № 2/44 — Особняк И. А. Миндовского (1903—1904, архитектор Л. Н. Кекушев). Подробнее см. в статье о Поварской улице.
- № 8/50 — особняк (1876, архитектор К. И. Андреев). В 1903—1938 годах здесь жил режиссёр В. И. Немирович-Данченко[2].Здание занимает посольство Испании[3].